# Acrocercops lithochalca
Acrocercops lithochalca là một loài bướm đêm thuộc họ Gracillariidae. Nó được tìm thấy ở Sikkim, Ấn Độ. Nó được miêu tả bởi Edward Meyrick năm 1930.